# Sanuca badia
Sanuca badia är en insektsart som beskrevs av Delong 1980. Sanuca badia ingår i släktet Sanuca och familjen dvärgstritar. Inga underarter finns listade i Catalogue of Life.